# Astragalus leptus
Astragalus leptus är en ärtväxtart som beskrevs av Pierre Edmond Boissier. Astragalus leptus ingår i släktet vedlar, och familjen ärtväxter.

## Underarter
Arten delas in i följande underarter:
- A. l. ghazniensis
- A. l. leptus
- A. l. longipedunculatus